# Barsukov Seamount
Koordinaten: 61° 3′ S, 29° 12′ W
Der Barsukov Seamount ist ein Tiefseeberg im Südlichen Ozean nördlich des Weddell-Meers.
Namensgeber der vom Advisory Committee on Undersea Features im Juni 1995 anerkannten Benennung ist der sowjetische Geochemiker Waleri Leonidowitsch Barsukow (1928–1992).